# Томе (Міяґі)

38°41′31″ пн. ш. 141°11′16″ сх. д. / 38.69194° пн. ш. 141.18778° сх. д.
Томе́ (яп. 登米市, とめし, МФА: [tome ɕi̥]) — місто в Японії, в префектурі Міяґі.

## Короткі відомості
Розташоване в північно-східній частині префектури, в рисівницькому районі на берегах річки Кітакамі. На заході міста лежить болото Ідзу, місце проживання водоплавних птахів, захищене Рамсарською конвенцією. 2005 року місто поглинуло сусідні містечка Хасама, Тойома, Това, Накада, Тойосато, Йонеяма, Ісікосі, Мінаміката, Цуяма. Станом на 1 жовтня 2008 площа міста становила 536,38 км². Станом на 1 січня 2009 населення міста становило 85 667 осіб.